# Centralit (stacja kolejowa)
Centralit (biał. Цэнтраліт, ros. Центролит) – stacja kolejowa w miejscowości Homel, w obwodzie homelskim, na Białorusi. Leży na linii Homel - Łuniniec - Żabinka.
Infrastruktura stacji umożliwia odbiór i nadawanie towarów w kontenerach uniwersalnych o masie brutto do 30 t.